# Antoni Bulbena i Tosell
Antoni Bulbena i Tosell, né le 26 juillet 1864 à Barcelone et mort le 10 octobre 1946 à La Garriga, est un écrivain, traducteur et lexicographe catalan,.

## Biographie
Fils de Joan Bulbena i Onyó  et de Gertrudis Tusell i Costa, Antoni Bulbena i Tosell traduisit pour la première fois en catalan l'œuvre de Cervantes El Quichotte en 1891,. Beaucoup de ses ouvrages et articles ont été publiés sous divers pseudonymes tels que Mossèn Borra, Antoni Tallander ou Ali-Ben-Noab-Tun. Il a traduit et adapté en catalan de nombreux auteurs, de Zola à Dante, de Shakespeare à Homère. Il est l'auteur d'ouvrages de folklore et de linguistique dont un Diccionari català-francès-castellà (1905), un Diccionari de les llengues francesa e catalana (1921) et un Assaig de bibliografia paremiològica catalana (1915).
Partisan d'une norme archaïque de la langue catalane, il s'oppose de front au linguiste Pompeu Fabra qui est à l'origine de la norme moderne de la langue catalane. Une partie de l'important corpus de son œuvre reste inédite.
Sa collection personnelle et une partie de sa bibliothèque sont conservées à la Biblioteca de Catalunya.

## Œuvres

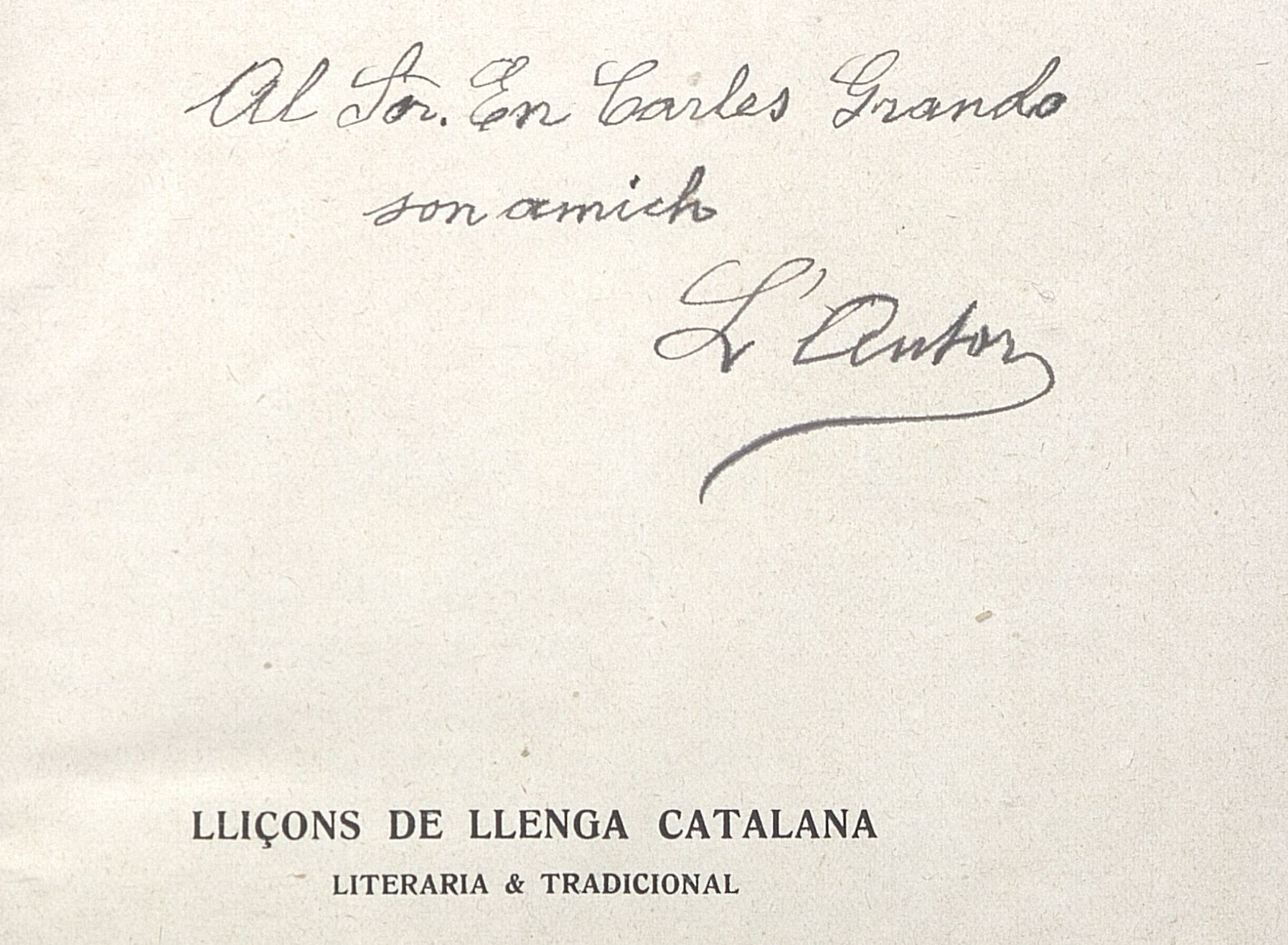
Autographe à Carles Grando en page de faux-titre du livre Lliçons de llenga catalan literaria & tradicional

- (ca) Lliçons familiars de gramàtica catalana, Barcelona, Ed. Estampa la Acadèmic, de Serra Germans e Russell, 1898.
- (ca) Aforismes i proverbis : historichs i tradicionals : tretzena lliçó familiar d'en Antoni Tallander (Antoni Bulbena) : endreçada a tots los pobles dels antichs comtats e reyalmes hon parlen la llengua catalana, Barcelona, Isidro Torres, 1899.
- (ca) Romancer popular català, Barcelona, Imprempta La Catalana, 1900.
- (ca + es + fr) Diccionari català-francès-castellà : o sía, promptuari d'aquelles veus e locucions adverbials més propriament usades del poble e dels autors catalans tant antichs com moderns, Barcelona, Stempa d'en Francesch Badia, 1905 (lire en ligne).
- (ca) Bréus observacions ab motiu del primer Congrés de la Llénga Catalana, per Antoni Tallander [i.e. A. Bulbena i Tosell] ... afegit un studi sóbre l'article català, Barcelona, Stampa de Francesch Badi, 1906.
- (ca) Lliçons de llenga catalana literaria & tradicional, Barcelona, Imprempta d'en Francesch Badia, 1906 (lire en ligne).
- (ca) Crestomatía de la llenga catalana (des del IX èn segle al XIXe), Barcelona, Biblioteca Clàssica Catalana, 1907.
- (ca) Assaig de Bibliografía paremiològica catalana o sía catálech d'aquelles obres o fragments contenint dites, aforismes, consells, adagis, proverbis, mácsimes e sentencies en llénga catalanesca, ..., Barcelona, Llibrería antiga & moderna de S. Babra, llibreter antiquari, 1915 (lire en ligne).
- (ca + fr) Diccionari de les lléngues Francesa & Catalana, Barcelona, Imp. Badia, 1921 (lire en ligne).

## Traductions
- (ca) L'enginyós cavaller Don Quixot de la Manxa, Barcelona, Imp. Altès, 1891 (lire en ligne).
- (ca) La Vida de Llàtzer de Tormes ... Traduhida per primera vegada a la llenga catalana, Barcelona, Francisco Altés, 1892.
- (ca) La divina comedia, Barcelona, A. Suárez, 1908.
- (ca) Lo Casori enganyador, seguit del Col·loqui dels cans Scipió & Bergança. Per primera vegada fidelment traslladats in català literari tradicional per Antoni Bulbena Tosell, Barcelona, Imp. Badia, 1930.
- (ca) Hamlet Versió en prosa literaria ... per Anton Bulbena & Tosell, Barcelona, 1910.